# Marsangy
Marsangy es una localidad y comuna francesa situada en la región de Borgoña, departamento de Yonne, en el distrito de Sens y cantón de Sens-Ouest.

## Véase también

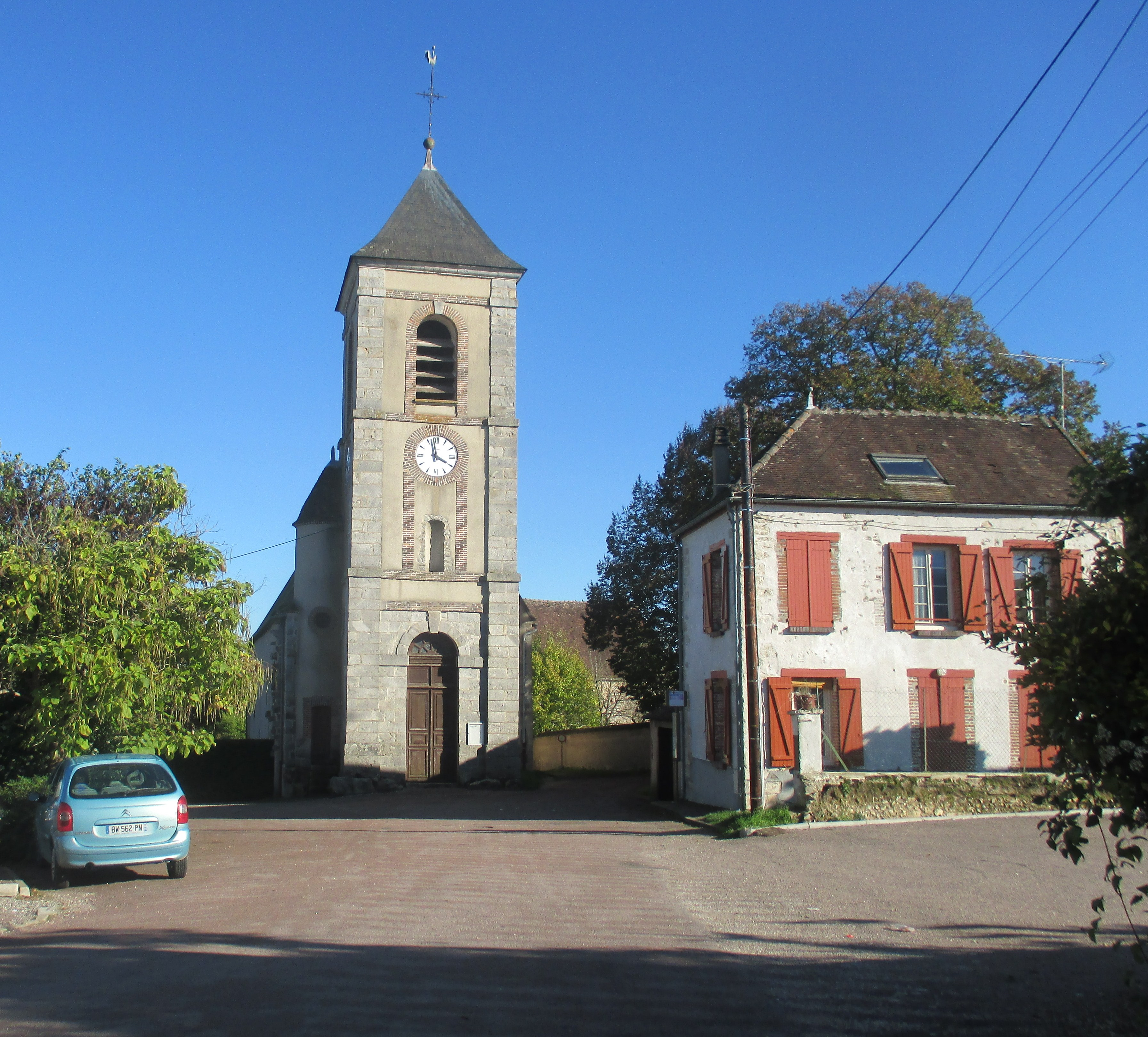
Marsangy

## Demografía
| 803 | 649 | 649 | 738 | 798 | 763 | 856 | 914 | 842 | 789 | 808 | 815 | 738 | 723 | 766 | 778 | 756 | 697 | 695 | 629 | 514 | 522 | 506 | 433 | 446 | 366 | 303 | 345 | 372 | 384 | 538 | 692 | 801 |
| Para los censos de 1962 a 1999 la población legal corresponde a la población sin duplicidades (Fuente: INSEE [Consultar]) |     |     |     |     |     |     |     |     |     |     |     |     |     |     |     |     |     |     |     |     |     |     |     |     |     |     |     |     |     |     |     |     |

Gráfico de la evolución de la población de Marsangy desde 1793